# Ernst Teschner
Ernst Teschner (2. února 1874 Karlovy Vary – 19. ledna 1946 Karlovy Vary) byl československý politik německé národnosti a senátor Národního shromáždění ČSR za Německou národně socialistickou stranu dělnickou (DNSAP).

## Biografie
Pocházel z rodu, který se do Čech přestěhoval po sedmileté válce ze Slezska. Byl synem tiskařského faktora. Za Rakouska-Uherska byl stoupencem Německé radikální strany okolo Karla Hermanna Wolfa a Georga von Schönerera.
Profesí byl učitelem měšťanské školy v Karlových Varech. Angažoval se v tělocvičné a národovecké organizaci Deutsche Turnverband. Zastával v ní post župního předsedy Hornooharské župy (Ober-Eger Turngau).
V parlamentních volbách v roce 1925 získal za Německou národně socialistickou stranu dělnickou (DNSAP) senátorské křeslo v Národním shromáždění. Mandát obhájil v parlamentních volbách v roce 1929. Senátorem byl do roku 1933, kdy ztratil svůj mandát z důvodu zrušení strany německých nacionálních socialistů v ČSR.
Od listopadu 1938 byl členem NSDAP (místní skupina Karlovy Vary). Zemřel v lednu 1946 v Karlových Varech na mrtvici.